# Яхонтов, Евгений Григорьевич
Евге́ний Григо́рьевич Я́хонтов (1896—1964) — советский оптик. Лауреат Сталинской премии третьей степени.

## Биография
В 1918 году окончил физико-математический факультет Петроградского университета (математическое отделение).
С 1914 года до конца жизни работал на оптическом заводе (ГОИ).
В 1927—1936 годах консультант Государственного института телемеханики и связи, принимал активное участие в создании оптики для звукового кино.
В 1930 году в лаборатории А. Ф. Шорина разработал оптическую систему к кинопроектору ТОМП-4.
В 1930—1934 годах профессор и заведующий кафедрой оптики в ЛИКИ.
Арестован 7 ноября 1936 года Осужден 26 июня 1938 года по ст. 58-10, 58-11 УК РСФСР. Приговорен к 8 годам ИТЛ с последующим поражением в правах на 5 лет. Приговор отменен 3 января 1940 года, дело возвращено на новое рассмотрение и 4 марта прекращено за отсутствием состава преступления.
После освобождения восстановлен на работе в ГОИ: руководитель группы фотооптики; с 1947 года — начальник лаборатории. Руководил разработкой объективов для первых советских микроскопов.

## Награды и звания
- Сталинская премия третьей степени (1946) — за разработку конструкций и расчёт новых типов аэрофотообъективов, давших значительное повышение эффективности аэрофоторазведки